# Siphocampylus aureus
Siphocampylus aureus är en klockväxtart som beskrevs av Henry Hurd Rusby. Siphocampylus aureus ingår i släktet Siphocampylus och familjen klockväxter.
Artens utbredningsområde är Bolivia. Inga underarter finns listade i Catalogue of Life.